# Osa (Italia)
Osa es un municipio de la localidad de Roma situada en la zona décima del Agro Romano, llamada Lunghezza y que se indica con Z.X. Forma parte del Municipio VIII.
Se trata de una zona de llanura en las márgenes del Vulcano Laziale, surcada de fosas (Fosso dell'Osa, Fosso di Volpignola) y con tendencia al paludismo, en un tiempo dedicada al latifundio y el pasto, y acrualmente en curso de una urbanizazión desordenada.
Aquí, en la localidad de Osteria dell'Osa, a lo largo de la vía Prenestina, se excavó a finales de los años setenta y publicada en el 1992, una vasta necrópolis itálica. Se trata de un lugar usado a lo largo de más de tres siglos, desde el siglo IX hasta el VI a. C. y constituido por cerca de 800 sepulturas en su mayor parte inhumación y, en menor medida, incineración. Sus corredores y la organización de las tumbas han 
aportado importantes datos sobre la organización de la población prerromana del Lacio. Restos de este lugar, ligado a la formación de la ciudad de los Gabii, están expuestos en la nueva sección Protohistoria del Museo Nacional Romano en las Termas de Diocleciano. Entre ellos está una inscripción en lengua griega («EUOIN», interpretada como el grito de las bacantes), más antigua que el primer texto alfabético hasta ahora conocido en Grecia, y una en lengua latina («SALUETOD TITA») datada del siglo VIII a. C.